# Oeuvre van Dmitri Sjostakovitsj
Onderstaand een lijst van composities op opusnummer van de componist Dmitri Sjostakovitsj (1906-1975). Werken zonder opusnummer worden onderaan de lijst vermeld.
Voor beschrijvingen van diverse composities wordt verwezen naar Categorie:Compositie van Dmitri Sjostakovitsj.

## Opus 1 tot 49
- Opus 1: (1919-1920): Scherzo in fis-klein (orkest)
- Opus 2: (1919-1921): Acht preludes voor piano
- Opus 3: (1921-1922): Thema met variaties in Bes
- Opus 4: (1922): Twee fabels van Krylov (mezzosopraan en orkest) (1966) (mezzosopraan en piano)
- Opus 5: (1920-1922): Drie fantastische dansen
- Opus 6: (1922): Suite in fis-klein voor 2 pianos
- Opus 7: (1923-1924): Scherzo in Es
- Opus 8: (1923): Trio voor viool, cello en piano (onvoltooid)
- Opus 9: (1923-1924): Drie stukken voor cello en piano (verloren gegaan)
- Opus 10: (1924-1925): Symfonie nr. 1
- Opus 11: (1924-1925): Twee stukken voor strijkoktet
- Opus 12: (1926): Pianosonate nr 1
- Opus 13: (1927): Tien aforismen voor piano
- Opus 14: (1927): Symfonie nr. 2
- Opus 15: (1927-1928): De Neus (opera)
- Opus 16: (1928): Tahiti Trot
- Opus 17: (1928): Twee stukken van D. Scarlatti
- Opus 18: (1928-1929): Nieuw Babylon (filmmuziek)
- Opus 19: (1929): De wandluis (toneelmuziek)
- Opus 20: (1929): Symfonie nr. 3
- Opus 21: (1928-1932): Zes romances voor orkest op Japanse gedichten
- Opus 22: (1929-1930): Dinamiada/ De Gouden Eeuw (ballet)
- Opus 23: (1929): Ouverture en finale voor opera Columbus van Erwin Dressel (orkest)
- Opus 24: (1929): Het schot (toneelmuziek)
- Opus 25: (1929): Nieuw land onder de ploeg (toneelmuziek)
- Opus 26: (1930-1931): Alleen (muziek)
- Opus 27: (1930-1931): De bout (ballet)
- Opus 28: (1931): Heers, Britannia (toneelmuziek)
- Opus 29: (1930-1932): Lady Macbeth uit het district Mtsensk (opera)
- Opus 30: (1931): Gouden bergen (filmmuziek)
- Opus 31: (1931): Hypothetisch Vermoord (circusrevue)
- Opus 32: (1931-1932): Hamlet (toneelmuziek)
- Opus 33: (1932): Het tegenplan (filmmuziek)
- Opus 34: (1932-1933): 24 preludes voor piano
- Opus 35: (1933): Pianoconcert nr. 1
- Opus 36: (1934): Het sprookje van de pope en zijn knecht Balda (filmmuziek)
- Opus 37: (1933-1934): Menselijke comedie
- Opus 38: (1934): Liefde en haat (filmmuziek)
- Opus 39: (1934-1935): De heldere beek (ballet)
- Opus 40: (1934): Sonate voor cello en piano
- Opus 41: (1934-1938): De jeugd van Maksim (filmtrilogie, zie ook opus 45 en 50)
- Opus 41A: (1934-1935): Vriendinnen (filmmuziek)
- Opus 42: (1935): Vijf fragmenten voor orkest
- Opus 43: (1935-1936): Symfonie nr. 4
- Opus 44: (1936): Gegroet Spanje
- Opus 45: (1934-1938): De terugkeer van Maksim (filmtrilogie, zie ook opus 41 en 50)
- Opus 46: (1936): Vier romances voor orkest
- Opus 47: (1937): Symfonie nr. 5
- Opus 48: (1936=1937): De dagen van Volotsjajev (filmmuziek)
- Opus 49: (1938): Strijkkwartet nr. 1

## Opus 50 tot 99
- Opus 50: (1934-1938): Vyborg (filmtrilogie, zie ook opus 41 en 45)
- Opus 51: (1938): Vrienden (filmmuziek)
- Opus 52: (1938-1939): De grote burger I (filmmuziek)
- Opus 53: (1938): Man met geweer (filmmuziek)
- Opus 54: (1939): Symfonie nr. 6
- Opus 55: (1939): De grote burger II (filmmuziek)
- Opus 56: (1939): Het domme muisje (filmmuziek)
- Opus 57: (1940): Pianokwintet
- Opus 58: (1940): Orkestratie van Boris Goedonov van Modest Moessorgski
- Opus 58A: (1940): King Lear (toneelmuziek)
- Opus 59: (1940): Biljet 5e zone (filmmuziek)
- Opus 60: (1941): Symfonie nr. 7
- Opus 61: (1942): Pianosonate nr. 2
- Opus 62: (1942): Zes romances voor bas en piano
- Opus 63: (1942): Vaderland
- Opus 64: (1944): Zoja (filmmuziek)
- Opus 65: (1943): Symfonie nr. 8
- Opus 66: (1944): De Russische beek (toneelmuziek)
- Opus 67: (1944): Pianotrio
- Opus 68: (1944): Strijkkwartet nr. 2
- Opus 69: (1944-1945): Notencahier van een kind voor piano
- Opus 70: (1945): Symfonie nr. 9
- Opus 71: (1945): Gewone mensen (filmmuziek)
- Opus 72: Twee liederen
- Opus 73: (1946): Strijkkwartet nr. 3
- Opus 74: Lied van het Vaderland
- Opus 75: (1947-1948): De jonge gardisten (filmmuziek)
- Opus 76: (1947): Pirogov (filmmuziek)
- Opus 77: (1947-1948): Vioolconcert nr. 1
- Opus 78: (1948): Mitsjoerin (filmmuziek)
- Opus 79: (1948): Uit de joodse volkspoëzie
- Opus 80: (1948): Ontmoeting aan de Elbe (filmmuziek)
- Opus 81: (1949): Het lied van de wouden
- Opus 82: (1949): De val van Berlijn (filmmuziek)
- Opus 83: (1949): Strijkkwartet nr. 4
- Opus 84: (1950): Twee romances
- Opus 85: (1949): Bjelinksi (filmmuziek)
- Opus 86: (1951): Vier liederen
- Opus 86.1: Ons Vaderland hoort het in orkestbewerking
- Opus 87: (1950-1951): 24 preludes en fuga's voor piano
- Opus 88: (1951): Tien gedichten van revolutionaire dichters
- Opus 89: (1951): Het onvergetelijke jaar 1919 (filmmuziek)
- Opus 90: (1952): Over ons straalt de zon
- Opus 91: (1952): Vier monologen
- Opus 92: (1952): Strijkkwartet nr. 5
- Opus 93: (1953): Symfonie nr. 10
- Opus 94: (1953): Concertino in a-klein voor 2 pianos
- Opus 95: (1954): Eenheid (filmmuziek)
- Opus 96: (1954): Feestouverture
- Opus 97: (1955): De horzel (filmmuziek)
- Opus 98: (1954): Vijf Romances
- Opus 99: (1956): De eerste laars (filmmuziek)

## Opus 100 tot 146
- Opus 100: (1956): Spaanse liederen
- Opus 101: (1956): Strijkkwartet nr. 6
- Opus 102: (1956): Pianoconcert nr. 2
- Opus 103: (1957): Symfonie nr. 11
- Opus 104: (1957): Rwee Russische liederen
- Opus 105: (1958): Tsjeremoesjki (operette)
- Opus 106: (1959): Orkestratie van Chovansjtsjina van Modest Moessorgski
- Opus 107: (1959): Celloconcert nr. 1
- Opus 108: (1960): Strijkkwartet nr. 7
- Opus 109: (1960): Satires
- Opus 110: (1960): Strijkkwartet nr. 8
- Opus 110a: bewerking van strijkkwartet nr. 8 door Rudolf Barschai: Kamersymfonie nr. 1
- Opus 111: (1960): Vijf dagen, vijf nachten (filmmuziek)
- Opus 112: (1961): Symfonie nr. 12
- Opus 113: (1962): Symfonie nr. 13
- Opus 114: (1963): Katerina Izmajlova (opera)
- Opus 115: (1963): Ouverture op Russische en Kirgizische volksmelodieën
- Opus 116: (1963): Hamlet (filmmuziek)
- Opus 117: (1964): Strijkkwartet nr. 9
- Opus 118: (1964): Strijkkwartet nr. 10
- Opus 188a: bewerking van strijkkwartet nr 10 door Rudolf Barshai: Symfonie voor strijkers
- Opus 119: (1964): De executie van Stepan Razin
- Opus 120: (1965): Een jaar als een leven (filmmuziek)
- Opus 121: (1965): Vijf romances
- Opus 122: (1966): Strijkkwartet nr. 11
- Opus 123: (1966): Voorwoord bij de volledige verzameling van mijnwerk en een korte medidatie bij dit voorwoord
- Opus 124: (1962): Twee koren
- Opus 125: (1962): Nieuwe orkestratie van Celloconcert van Robert Schumann
- Opus 126: (1966): Celloconcert nr. 2
- Opus 127: (1967): Zeven romances
- Opus 128: (1967): Lente, lente
- Opus 129: (1967): Vioolconcert nr. 2 in cis mineur
- Opus 130: (1967): Treur en triomfprelude voor orkest
- Opus 131: (1967): Oktober in c-klein (symfonisch gedicht)
- Opus 132: (1967): Sofja Petrovskaja (filmmuziek)
- Opus 133: (1968): Strijkkwartet nr. 12
- Opus 134: (1968): Sonate voor viool en piano
- Opus 135: (1969): Symfonie nr. 14
- Opus 136: (1970): Trouw
- Opus 137: (1970): King Lear (filmmuziek)
- Opus 138: (1970): Strijkkwartet nr. 13
- Opus 139: (1970): Mars van de Sovjetpolitie
- Opus 140: (1970): Zes romances voor bas en orkest (zie opus 62)
- Opus 141: (1971): Symfonie nr. 15
- Opus 142: (1973): Strijkkwartet nr. 14
- Opus 143: (1973): Zes gedichten van Marina Tsvetajeva (contra-alt en piano)
- Opus 143a: (1973): idem voor contra-alt en orkest)
- Opus 144: (1974): Strijkkwartet nr. 15
- Opus 145: (1974): Suite voor bas en piano op gedichten van Michelangelo Buonarotti
- Opus 145: (1974): idem voor bas en orkest
- Opus 146: (1975): Vier gedichten van kapitein Lebjadkin
- Opus 147: (1975): Sonate voor altviool en piano

## Zonder opusnummer
- (1927): Fragmenten voor orkest
- (1931): Ouverture Het Groene Gilde bewerking van een werk van I. Dzjerzjinksi
- (1933): De grote bliksem (opera) niet voltooid
- (1934): Suite voor jazzorkest nr. 1 (soms opus 38 en 38B)
- (1935): Wiener Blut bewerking van stuk van Johann Strauss
- (1938): Suite voor jazzorkest nr. 2
- (1940): Drie stukken voor vioolsolo
- (1941): De grote dag is aangebroken
- (1941): De Garde Divisie
- (1942): De spelers (opera) niet voltooid
- (1943): Hulde aan ons Sovjet-Vaderland
- (1944): Een heildronk op ons vaderland
- (1944): De Zwarte Zee
- (1944): Acht Engelse en Amerikaanse volksliederen
- (1945): Symfonisch deel
- (1946): De lente-overwinning
- (1950): Ons lied
- (1950): Mars van de strijders voor vrede
- (1951): Tien Russische volksliederen
- (1957): De Oktober dageraad
- (1957): Twee liederen
- (1960): Het klokkenspel van Novorossisk
- (1962): Orkestratie van Liederen en dansen van de dood van Modest Moessorgski
- De gevangenen van Altona (filmmuziek)
- Vier balletsuiten (1929, 1951, 1952, 1953) en poppedansen, samengesteld uit de balletten
- De internationale (orkestratie)
- Rothschilds Viool voltooiing en orkestratie van opera van V. Flejsjman
- Nieuwe orkestratie van celloconcert nr. 1 van Boris Tisjtsjenko
- Bewerking: Griekse liederen bijvoorbeeld Pendozalis
- Kussen voor bas en piano
- Suite voor variété-orkest